# Wilhelm Altwegg

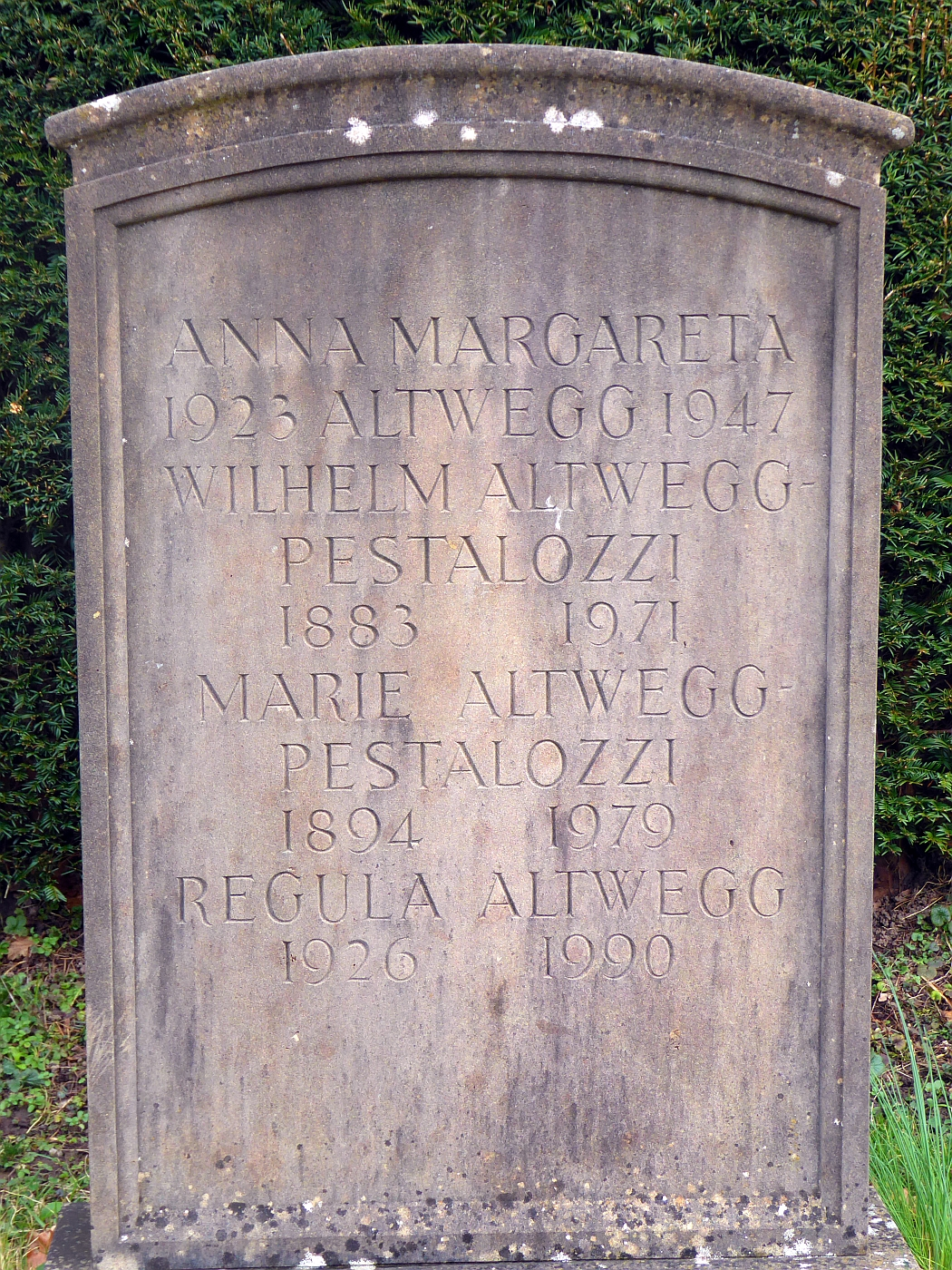
Grab auf dem Friedhof am Hörnli, Riehen, Basel-Stadt

Wilhelm Altwegg (* 6. Dezember 1883 in Basel; † 13. Februar 1971 ebenda) war ein Schweizer Altphilologe, Germanist und Pädagoge.

## Leben
Altwegg legte 1902 am Humanistischen Gymnasium Basel die Matura ab und begann ein Studium der Altphilologie in Basel und Berlin, das er 1907 an der Universität Basel mit einer Dissertation über den Redner Antiphon von Rhamnus abschloss. Im folgenden Jahr erhielt er eine Anstellung als Lehrer für Deutsch und Latein in Biel; 1911 wechselte er als Lehrer an das Humanistische Gymnasium Basel. 
Ein lebenslanges Interesse an dem in Basel geborenen Dichter Johann Peter Hebel und seinem Werk fand seinen Ausdruck u. a. in Altweggs Mitgliedschaft in der «Kommission» der Basler Hebelstiftung von 1920 bis 1966 (Präsident 1935–1960). 
1930 habilitierte sich Altwegg als Privatdozent für Deutsche Philologie in Basel. 1935 erschien seine bis heute autoritative Hebel-Biographie. Im gleichen Jahr wurde er zum Präsidenten der Basler Hebelstiftung gewählt; dieses Amt bekleidete er bis 1960. 
1936 erhielt er eine ausserordentliche Professur mit einem Lehrauftrag für deutsche Lyrik und Erzählung an der Universität Basel. 1948 wurde er als Lehrer am Humanistischen Gymnasium Basel pensioniert, 1953 beendete er seine universitäre Lehrtätigkeit.
Altwegg war ein Urenkel von Friedrich Oser.

## Auszeichnungen
- Johann-Peter-Hebel-Preis des Landes Baden (1950)

## Publikationen
- Zum Aias und Odysseus des Antisthenes. Helbing und Lichtenhahn, Basel 1907.
- Die sog. Frau am Basler Münster. In: Basler Zeitschrift für Geschichte und Altertumskunde. Bd. 13, 1914, S. 194–204 (Digitalisat).
- Johann Peter Hebel. Erinnerungsgabe zum hundertsten Todestage. Ein Brief und drei Gedichte in des Dichters Handschrift. Helbing und Lichtenhahn, Basel 1926.
- Johann Peter Hebel. Biographische Gesamtdarstellung. Mit 15 Bildern und 3 Handschriftenproben. Huber, Frauenfeld/Leipzig 1935.
- Johann Peter Hebel. Alemannische Gedichte. Auswahl und Einleitung von Wilhelm Altwegg. Gute Schriften, Basel 1935.
- Johann Peter Hebel. Schatzkästlein. Auswahl aus den Erzählungen des Rheinländischen Hausfreundes mit einer Einführung von Wilhelm Altwegg. Gute Schriften, Basel o. J.
- Johann Peter Hebel. Werke. 3 Bände. Hrsg. von Wilhelm Altwegg. Atlantis, Zürich/Berlin 1943.
- Hebel. Bilder aus seinem Leben. Hrsg. von der Landesanstalt für Erziehung und Unterricht Stuttgart. Schreiber, Stuttgart 1954.
- Johann Peter Hebel. Werke. Hrsg. von Wilhelm Altwegg. 2 Bände. Atlantis, Freiburg i. Br. 1958[4]